# Chomiczak mnisi
Chomiczak mnisi (Cricetulus lama) – gatunek gryzonia z rodziny chomikowatych (Cricetidae).

## Występowanie
Występuje tylko w Chinach (wyłącznie Tybet).

## Tryb życia
Przypuszcza się, że jego zachowanie jest podobne do zachowania chomiczaka tybetańskiego.